# Deirdre

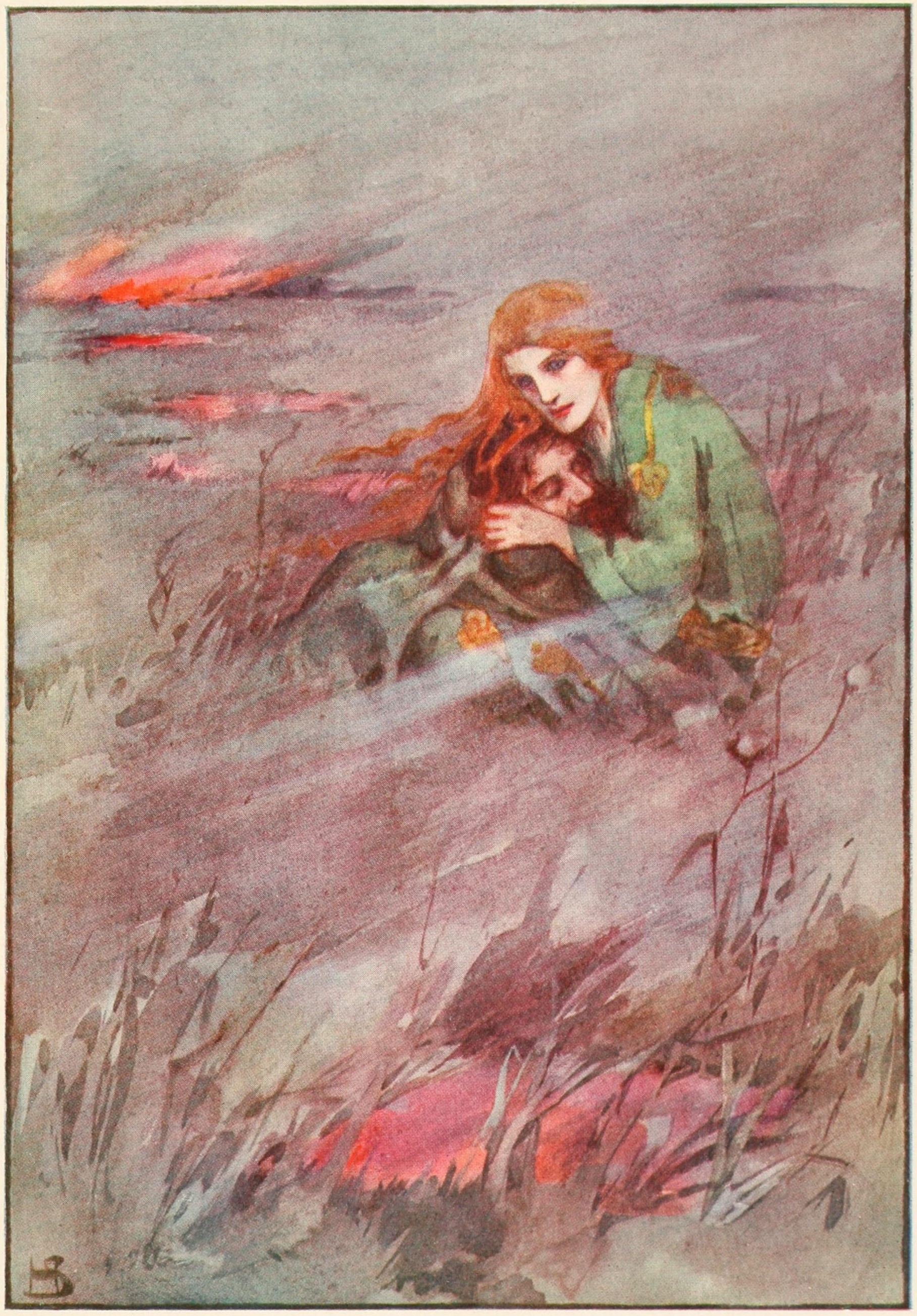
Deirdre i Naoise

Deirdre – bohaterka irlandzkiej legendy z cyklu ulsterskiego. Była córką barda Fedlimida mac Dailla.

## Opis legendy
Jej narodzenie przepowiedział druid Cathbad. W jego wizji miała wyrosnąć na bardzo piękną kobietę, której uroda będzie przyczyną wielu nieszczęść dla królestwa Ulsteru. Przepowiednia sprawdziła się w pełni. Gdy była już dorosła król Conchobar Mac Nessa zakochał się w niej i postanowił ożenić się z nią. Król był wtedy zaawansowany wiekiem i Deirdre odrzuciła jego oświadczyny. Bojąc się zemsty przekonała swojego ukochanego Naoisego i jego braci do opuszczenia Ulsteru i udania się na dobrowolne wygnanie do Szkocji. Po wielu latach doszły do nich słuchy, że mogą wrócić bezpiecznie do ojczyzny. Był to podstęp króla. Po ich powrocie król zorganizował zasadzkę, w której zginął Naoise. Deirdre zaś została zmuszona do zaślubin. Tak zaaranżowane małżeństwo nie przyniosło żadnej ze stron niczego dobrego. Deirdre nie mogła pogodzić się z myślą o dzieleniu łoża z zabójcą jej ukochanego. W końcu Conchobar Mac Nessa oddał Deirdre zabójcy Naoisego. Deirdre potraktowana niegodziwie przez los i ludzi postanowiła odebrać sobie życie wyskakując z pędzącego rydwanu. W wyniku upadku roztrzaskała sobie głowę o skały i została pochowana nieopodal grobu Naoisego. W końcu na obu grobach wyrosły dwie sosny, których pnie splotły się ze sobą  i dalej rosły jak jedno drzewo.